# Graciete Santana
Graciete Moreira Carneiro Santana (Serra Preta, 12 de outubro de 1980 — Feira de Santana, 16 de setembro de 2021) foi uma fundista olímpica brasileira. Representou o Brasil nos Jogos Olímpicos de Verão de 2016 na maratona feminina do atletismo.
Graciete começou a praticar corrida de rua como parte de tratamento de bulimia. Atingiu o índice olímpico ao terminar a Maratona de Sevilha em 14º lugar, com o tempo de 2:38:33. Nos Jogos Olímpicos finalizou a maratona em 128º lugar, com o tempo de 3:09:15.
Morreu de câncer, aos 40 anos, em Feira de Santana.

## Resultados internacionais
| Ano                     | Competição                                | Posição                 | Tempo                   |
| Representante do Brasil | Representante do Brasil                   | Representante do Brasil | Representante do Brasil |
| ----------------------- | ----------------------------------------- | ----------------------- | ----------------------- |
| 2011                    | Maratona de Londrina                      | 1º                      | 2:51:50 h               |
| 2012                    | Maratona Internacional de Porto Alegre    | 2º                      | 2:44:44 h               |
| 2012                    | Maratona do Rio de Janeiro                | 3º                      | 2:42:21 h               |
| 2013                    | Maratona Internacional de Porto Alegre    | 3º                      | 2:46:47 h               |
| 2013                    | Maratona do Florianópolis                 | 1º                      | 2:47:01 h               |
| 2015                    | Maratona Internacional de São Paulo       | 4º                      | 2:46:20 h               |
| 2015                    | Maratona do Rio de Janeiro                | 3º                      | 2:41:16 h               |
| 2015                    | Maratona Internacional Maurício de Nassau | 1º                      | 2:44:38 h               |
| 2016                    | Maratona de Sevilha                       | 12º                     | 2:38:33 h               |
| 2016                    | Maratona Olímpica                         | 128º                    | 3:09:15 h               |
| 2017                    | Maratona Internacional de São Paulo       | 7º                      | 3:04:02 h               |
| 2017                    | Maratona do Rio de Janeiro                | 7º                      | 2:55:41 h               |
| 2017                    | Maratona de Guadalajara                   | 7º                      | 3:01:00 h               |